# Azotobacter chroococcum
Azotobacter chroococcum je diazotrofní nesymbiotická bakterie z rodu Azotobacter. Vyskytuje se v půdě a ve vodě. Je to pleomorfní pohyblivá gramnegativní tyčinka o průměru 2-5 μm. K pohybu jí slouží peritrichní bičíky. Je aerobní a mezofilní. Na agaru roste ve formě kulovitých buněk, jednotlivě nebo ve shlucích zabalené ve slizu. Tvoří hnědý pigment melanin. Fixuje okolo 10 mg vzdušného dusíku na 1 g spotřebovaných látek (glukóza, alkoholy, organické kyseliny). Vyžaduje přítomnost molybdenu a selektuje se pomocí Ashbyho agaru. Optimální růstové pH je 7-7,5.